# Franziska Rath
Franziska Rath geb. Grunwaldt (* 1977) ist eine deutsche Politikerin (CDU) und war vom 2. März 2015 bis 2020 Mitglied der Hamburgischen Bürgerschaft. Der 2020 gewählten Bürgerschaft gehört sie nicht mehr an.

## Politische Karriere
Grunwaldt war von 2011 bis 2015 Mitglied der Bezirksversammlung Altona. Seit 2014 ist sie Vorsitzende des CDU-Ortsverbandes Ottensen und stellvertretende Vorsitzende im CDU-Kreisverband Altona/Elbvororte.